# محیط فضایی
محیط فضا شاخه‌ای از کیهان‌نوردی، مهندسی هوافضا و فیزیک فضا است که به دنبال درک و بررسی شرایط موجود در فضا است که بر طراحی و عملکرد فضاپیما تأثیر می‌گذارند. یک موضوع مرتبط، هواشناسی فضایی، به فرآیندهای دینامیکی در منظومه شمسی-زمینی می‌پردازد که می‌توانند اثراتی بر فضاپیماها داشته باشند، اما می‌توانند بر جو، یونوسفر و میدان مغناطیسی زمین نیز تأثیر بگذارند و منجر به انواع دیگری از اثرات بر فناوری‌های انسانی شوند.
اثرات بر فضاپیما می‌تواند ناشی از تابش، زباله‌های فضایی و برخورد شهاب‌سنگ، نیروی پسای جو فوقانی و بار الکترواستاتیکی فضاپیما باشد. استراتژی‌های مختلفی برای کاهش اثرات مخرب اتخاذ شده است.

## تابش
تابش در فضا معمولاً از سه منبع اصلی ناشی می‌شود:
1. کمربند وان آلن
2. رویدادهای پروتون خورشیدی و ذرات پرانرژی خورشیدی
3. پرتو کیهانی.

برای ماموریت‌های طولانی مدت، دوزهای بالای تشعشعات می‌تواند به قطعات الکترونیکی و سلول‌های خورشیدی آسیب برساند. یک نگرانی عمده همچنین «اثرات تک رویدادی» ناشی از تابش مانند آشفتگی تک رویدادی است. ماموریت‌های سرنشین‌دار معمولاً از کمربندهای تابشی اجتناب می‌کنند و ایستگاه فضایی بین‌المللی در ارتفاعی بسیار پایین‌تر از شدیدترین مناطق کمربندهای تابشی قرار دارد. در طول رویدادهای پرانرژی خورشیدی (شعله‌های خورشیدی و فوران‌های تاج خورشیدی) ذرات می‌توانند تا انرژی‌های بسیار بالایی شتاب بگیرند و در زمان‌هایی به کوتاهی ۳۰ دقیقه به زمین برسند (اما معمولاً چند ساعت طول می‌کشد). این ذرات عمدتاً پروتون‌ها و یون‌های سنگین‌تری هستند که می‌توانند باعث آسیب‌های تشعشعی، اختلال در مدارهای منطقی و حتی خطراتی برای فضانوردان شوند. ماموریت‌های سرنشین‌دار برای بازگشت به ماه یا سفر به مریخ، علاوه بر سهم مهم در دوزهای ناشی از پرتوهای کیهانی پس‌زمینه سطح پایین، باید با مشکلات عمده‌ای که رویدادهای ذرات خورشیدی برای ایمنی تابش ایجاد می‌کنند، دست و پنجه نرم کنند. در مدارهای نزدیک به زمین، میدان ژئومغناطیسی زمین، فضاپیماها را از بخش بزرگی از این خطرات محافظت می‌کند - فرآیندی که سپر ژئومغناطیسی نامیده می‌شود.

## آوار
زباله‌های فضایی و شهاب‌سنگ‌ها می‌توانند با سرعت بالا به فضاپیماها برخورد کنند و باعث آسیب مکانیکی یا الکتریکی شوند. سرعت متوسط زباله‌های فضایی ۱۰ کیلومتر بر ثانیه (۲۲٬۰۰۰ مایل بر ساعت؛ ۳۶٬۰۰۰ کیلومتر بر ساعت) در حالی که سرعت متوسط شهاب‌سنگ‌ها بسیار بیشتر است. برای مثال، شهاب‌سنگ‌های مرتبط با بارش شهابی برساوشی با سرعت متوسط ۵۸ کیلومتر بر ثانیه (۱۳۰٬۰۰۰ مایل بر ساعت؛ ۲۱۰٬۰۰۰ کیلومتر بر ساعت). آسیب‌های مکانیکی ناشی از برخورد آوارها از طریق ماموریت‌های فضایی از جمله LDEF که در طول مأموریت ۵٫۷ ساله خود بیش از ۲۰٬۰۰۰ برخورد ثبت شده داشت، مورد مطالعه قرار گرفته است. ناهنجاری‌های الکتریکی مرتبط با رویدادهای برخوردی شامل فضاپیمای المپوس آژانس فضایی اروپا می‌شود که در طول بارش شهابی برساوشی در سال ۱۹۹۳ کنترل وضعیت خود را از دست داد. رویداد مشابهی با فضاپیمای لندست ۵ در طول بارش شهابی برساوشی در سال ۲۰۰۹ رخ داد.

## شارژ الکترواستاتیک
شارژ الکترواستاتیکی فضاپیما توسط محیط پلاسمای داغ اطراف زمین ایجاد می‌شود. پلاسمایی که در ناحیه مدار زمین‌ثابت با آن مواجه می‌شویم، در طول طوفان‌های فرعی ژئومغناطیسی ناشی از اختلالات باد خورشیدی گرم می‌شود. الکترون‌های «داغ» (با انرژی‌هایی در محدوده کیلوالکترون ولت) روی سطوح فضاپیما جمع می‌شوند و می‌توانند پتانسیل‌های الکترواستاتیکی در حدود کیلوولت ایجاد کنند. در نتیجه، تخلیه‌های الکتریکی می‌توانند رخ دهند و به عنوان منبع بسیاری از ناهنجاری‌های فضاپیما شناخته می‌شوند.

## استراتژی‌های کاهش اثرات
راه‌حل‌های ابداع‌شده توسط دانشمندان و مهندسان شامل موارد زیر است، اما محدود به آنها نیست: حفاظ‌گذاری فضاپیما، «مقاوم‌سازی» ویژه سیستم‌های الکترونیکی، و سیستم‌های مختلف تشخیص برخورد. ارزیابی اثرات در طول طراحی فضاپیما شامل کاربرد مدل‌های مختلف محیطی، از جمله مدل‌های کمربند تابشی، مدل‌های برهمکنش فضاپیما-پلاسما و مدل‌های جوی برای پیش‌بینی اثرات پسا در مدارهای پایین‌تر و در طول ورود مجدد به جو است.
این رشته اغلب با رشته‌های اخترفیزیک، علوم جوی، فیزیک فضا و ژئوفیزیک همپوشانی دارد، البته معمولاً با تأکید بر کاربرد.
دولت ایالات متحده یک مرکز پیش‌بینی آب و هوای فضایی در بولدر، کلرادو دارد. مرکز پیش‌بینی آب و هوای فضا (SWPC) بخشی از اداره ملی اقیانوسی و جوی (اداره ملی اقیانوسی و جوی) است. SWPC یکی از مراکز ملی پیش‌بینی محیطی (NCEP) سازمان هواشناسی ملی (NWS) است.

## قانون
حقوق محیط زیست در حقوق فضا در حال بررسی است اما فاقد جایگاه تثبیت‌شده است، اما با توجه به افزایش زباله‌های فضایی به یک مسئله تبدیل شده است.

## محیط زیست‌گرایی فضایی
محیط زیست‌گرایی فضایی، حمایتی است که فضا را عاری از نیاز به تنظیم و حفاظت نمی‌داند و مورد توجه تعداد فزاینده‌ای از دانشگاهیان، مانند موریبا جاه قرار گرفته است.